# 顧孟余
顧 孟余（こ もうよ）は中華民国の政治家・教育者。中国国民党左派の要人で、陳公博率いる「改組派」の中心人物の1人。名は兆麟。当初、字は夢漁だったが、後に孟余と改め、これが一般に知られる。筆名は公孫愈之。

## 事跡

### 初期の活動
1905年（光緒31年）、北京訳学館に入る。翌年、ドイツに留学し、ベルリン大学で政治学・経済学を学んだ。1910年（宣統2年）、中国同盟会に加入し、翌年に帰国して辛亥革命にも参加している。
1916年（民国5年）、国立北京大学教授となり、その後、文科徳文系（文学部ドイツ語科）主任、法科経済系（法学部経済科）主任、教務長を歴任した。1924年（民国13年）、中国国民党京都特別市党部籌備主任となる。翌年12月、国立広東大学校長となった。
1926年（民国15年）1月、国民党第2期中央執行委員兼黄埔軍官学校政治講師となり、7月には党中央政治会議委員となる。10月、国立中山大学委員会副主任に任ぜられた。1927年（民国16年）3月、党中央政治委員会委員に選出され、武漢国民政府で要職に就く。武漢では、党中央宣伝部部長、漢口『中央日報』社長、国民政府教育部長、中央軍校武漢分校党代表代理などを兼ねた。

### 改組派への参加
1928年（民国17年）夏、汪兆銘を支持する国民党左派の重鎮・陳公博が「国民党改組同志会」（いわゆる「改組派」）を結成すると、顧孟余もこれに参加し、反蔣介石の政治活動を展開していく。そのため翌年3月の国民党第3回全国代表大会において、顧は蔣らから党籍停止3年の処分を受けてしまうが、上海で創刊した雑誌『前進』などで反蔣の言論活動を継続している。1930年（民国19年）における反蔣派による北平拡大会議にも参加した。
満洲事変勃発後の大同団結に伴う1931年（民国20年）11月の国民党第4回全国大会において、顧孟余は党籍を回復し、中央執行委員・中央政治会議委員に任ぜられた。さらに翌年3月には国民政府鉄道部部長に就任する。1935年（民国24年）12月、党第5期中央執行委員に当選し、さらに国民政府交通部長に転じた（ただし実務は兪飛鵬が代理した）。

### 汪兆銘らとの決別
日中戦争勃発後の1938年（民国27年）6月には、顧孟余は国民参政会参政員に当選し、さらに国民党中央宣伝部部長に返り咲いた。同年12月、重慶脱出直前の汪兆銘を顧は説得して翻意させようとしたがならず、ついに汪派と決別した。1941年（民国30年）7月、国立中央大学校長に任ぜられる。1943年（民国32年）2月、三民主義青年団第1期中央団部指導員となり、1945年（民国34年）5月には国民党第6期中央執行委員に当選した。
国共内戦の間の1948年（民国37年）2月、国民政府顧問となり、5月、行政院副院長に指名されたものの、実際には就任しなかった。1949年（民国38年）4月より香港に移り、雑誌『大道』を創刊している。後に米国カリフォルニア州に移住し、中国研究センター顧問などをつとめた。1969年（民国58年）に台湾へ移り、総統府資政となっている。 
1972年（民国61年）6月25日、台北市にて病没。享年85。

## 注
1. ↑  徐友春主編『民国人物大辞典 増訂版』2842頁は1973年としているが、誤りと見られる。